# La Chasse aux fantômes
Pour plus de détails, voir Fiche technique et Distribution.
La Chasse aux fantômes (en arabe : اصطياد أشباح, Istiyad ashbah) est un film franco-suisso-qataro-palestinien réalisé par Raed Andoni sorti en 2017.

## Synopsis
Des prisonniers palestiniens d'Israël ayant été libérés revivent et recréent les expériences pénibles qu'ils ont vécues dans les centres de détention israéliens.

## Fiche technique
- Titre français : La Chasse aux fantômes[1],[2],[3] ou Ghost Hunting[4]
- Titre original : اصطياد أشباح, Istiyad ashbah
- Réalisation : Raed Andoni
- Scénario : Raed Andoni
- Photographie : Camille Cottagnoud
- Montage : Gladys Joujou
- Décors : Dominique Treibert, Dominique Treibert
- Production : Raed Andoni, Palmyre Badinier, Philippe Coeytaux, Assad Al Hanini, Bassam Jarbawi, Yasmine Qaddumi, Nicolas Wadimoff
- Sociétés de production : Akka Films, Dar Films, Les Films de Zayna, Arte France
- Pays de production :  Palestine,  France,  Suisse,  Qatar
- Langues originale : arabe
- Durée : 94 minutes
- Genre : documentaire
- Format : couleurs
- Dates de sortie :
  - Allemagne : 12 février 2017 (Berlinale 2017)
  - France : 5 avril 2017 (Festival Palestine en vue à Lyon) ; 21 février 2018 (diffusion télévisée sur Arte)

## Distribution
- Ramzi Maqdisi : Mohammed Khaleb / lui-même
- Mohammed Khattab : Abou Atta / lui-même
- Wafa Mari : L'architecte d'intérieur / lui-même
- Atef Al-Akhras : L'habilleur de plateau / Lui-même
- Bashar Hassuneh : L'accessoiriste / lui-même
- Wadee Hanani : L'assistant réalisateur / lui-même
- Raed Andoni : Le réalisateur autoritaire / lui-même

## Distinctions

### Récompenses
- Prix du meilleur documentaire, Berlinale 2017
- Prix pour la paix , Festival du nouveau cinéma de Montréal 2017